# Wernicke-terület

A Wernicke-terület a bal agyféltekében található terület, első halántéki agytekervény, melyet Carl Wernicke neuropszichiátriai szakorvos után neveztek el. Wernicke előtt már Theodor Meyner 1869-ben írt erről a területről.  
Egy hallott szó akusztikai hullámformája a fülön, majd hallóközponton keresztül a Wernicke-területre kerül. Itt az auditoros kódok és a szavak jelentései raktározódnak. Így az általunk kimondott szavak esetében először a Wernicke-terület aktiválódik, majd a Broca-területen felelevenedik a szó kimondásához szükséges motoros kód, amely a motoros kéregbe kerül. Egy hallott szó esetén tehát a hallókéregből a Wernicke-területre jut az információ, ahol az agy összehasonlítja a hallott szót az elraktározott auditoros kódokkal, így kialakítva a szó fogalmát.  
A terület sérülését Wernicke-afáziának nevezzük, mely esetben a beszélő nyelvtanilag helyes mondatokat mond, de összefüggéstelenül, megfelelő tartalom nélkül. 